# Willem Frans Daems
Willem Frans Daems (* 3. Dezember 1911 in Amsterdam; † 29. Dezember 1994 in Arlesheim) war ein niederländischer Pharmazeut, Pharmaziehistoriker und Anthroposoph.

## Leben
Willem F. Daems studierte Pharmazie in Amsterdam und schloss dieses Studium mit einer pharmaziehistorischen Dissertation ab. Seit 1938 praktizierte er als Apotheker in Arnheim und in Haarlem, er edierte das Pharmaceutisch weekblad, wechselte 1948 in die pharmazeutische Industrie über, wurde 1951 Direktor der »Biochema« in Leiden und arbeitete sich in die Anthroposophie ein.
1955 trat er als Pharmazeut in das Unternehmen Weleda Arlesheim ein und baute dort eine Dokumentationszentrale auf. Ab 1961 redigierte er die Weleda Korrespondenzblätter für Ärzte. Von 1965 bis 1991 leitete er die pharmazeutische Ärzteabteilung in der „Weleda“.
Ein sprachwissenschaftliches Zweitstudium in Leiden beendete er 1967 mit der Promotion zum Dr. phil. Im Jahre 1968 erhielt Daems den Auftrag, an der Eidgenössischen Drogisten-Fachhochschule in Neuchâtel Drogenkunde zu unterrichten. Seit 1973 war er Lehrbeauftragter (Professeur agrégé) der Universität Würzburg und schrieb dort zusammen mit Gundolf Keil zahlreiche Artikel zum Verfasserlexikon und zum Lexikon des Mittelalters. Von 1986 bis 1989 war er interimistisch Präsident der Schweizerischen Paracelsus-Gesellschaft.

## Veröffentlichungen (Auswahl)
Werkverzeichnis bis 1982, unter anderem auf Grundlage der Sonderdrucksammlung Daems’: Gundolf Keil: Verzeichnis der Schriften von Willem Frans Daems. In: Gundolf Keil (Hrsg.): „gelêrter der arzenîe, ouch apotêker“. Beiträge zur Wissenschaftsgeschichte. Festschrift zum 70. Geburtstag von Willem F. Daems. Pattensen, Hannover 1982 (= Würzburger medizinhistorische Forschungen. Band 24), jetzt Königshausen & Neumann, Würzburg, S. 667–674.
- als Hrsg.: Een Medecijnboeck, Inholdende van voele diversche Remedien, die den menschen Inwendich und uuijtwendich omvangen, voertz om kostelicke salven und gedrenken toe maecken, seer nutz unnd noedich. [16. Jahrhundert]. Haarlem 1942 (= Beilage zu Pharmaceutisch weekblad, ediert von Willem Frans Daems).[3]
- Die Termini technici apoteca und apotecarius im Mittelalter. In: Veröffentlichungen der Internationalen Gesellschaft für Geschichte der Pharmazie. Neue Folge, Band 8, 1956, S. 39–52.
- mit Paul G. Bellmann. Ist die Mistel ein altes Krebsheilmittel? In: Sudhoffs Archiv. Band 49, 1965, S. 355–363.
- Die m[ittel]n[ieder]l[ändischen] Macerglossen in Ms. 6838a der Nationalen Bibliothek zu Paris. In: Janus. Band 53, (Leiden) 1966, S. 17–29.
- als Hrsg.: Boec van medicinen in Dietsche. Een Middelnederlandse compilatie van medisch-farmaceutische literatuur. Philosophische Dissertation Leiden 1967 (= Janus. Supplement 7). Brill, Leiden 1967.
- Die Clareit- und Ypocrasrezepte in Thomas van der Noots ‚Notabel boecxken von cokeryen‘ (um 1510). In: Gundolf Keil, Rainer Rudolf, Wolfram Schmitt, Hans J. Vermeer (Hrsg.): Fachliteratur des Mittelalters. Festschrift Gerhard Eis. Stuttgart 1968, S. 205–224.
- Die Rose ist kalt im ersten Grade, trocken im zweiten. In: Beiträge zu einer Erweiterung der Heilkunst nach geisteswissenschaftlichen Erkenntnissen. Band 25, Nr. 6, (Stuttgart) 1972, S. 204–211.
- Stimmi – Stibium – Antimon. Eine substanzhistorische Betrachtung (= Weleda-Schriftenreihe. Band 9). Arlesheim/ Schwäbisch Gmünd 1976.
- mit Gundolf Keil: Die Solothurner Fassung des „Tractatulus de collectione medicinarum“. In: Gottfried Schramm (Hrsg.): Neue Beiträge zur Geschichte der Pharmazie. Festschrift Hans-Rudolf Fehlmann. Zürich 1979 (ab 1981 Pattensen/Han.), S. 47–57.
- mit Gundolf Keil: „Gelêrter der arzeniê, ouch apotêker“. Zum Ansehen des Apothekers im spätmittelalterlichen Deutschland. In: Sudhoffs Archiv. Band 64, 1980, S. 86–89.
- Edelsteine in der Medizin. In: Die Drei. Zeitschrift für Wissenschaft, Kunst und soziales Leben. Band 51, 1981, S. 504–518.
- mit Gundolf Keil: Henrik Harpestraengs „Latinske Urtebog“ in den mittelalterlichen Niederlanden. In: Gundolf Keil, mit Peter Assion, Willem Frans Daems und Heinz-Ulrich Roehl (Hrsg.): Fachprosastudien. Beiträge zur Wissenschafts- und Geistesgeschichte. Festschrift Gerhard Eis. E. Schmidt, Berlin 1982, ISBN 3-503-01269-9, S. 396–416.
- „Sal“-„Merkur“-„Sulfur“ bei Paracelsus und das «Buch der Heiligen Dreifaltigkeit». In: Nova Acta Paracelsica. Band 10, 1982, S. 189–207.
- Synonymenvielfalt und Deutungstechnik bei den nomina plantarum medievalia. In: Peter Dilg (Hrsg.): Perspektiven der Pharmaziegeschichte. Festschrift Rudolf Schmitz. Graz 1983, S. 29–37.
- Digestio: Sinn oder Unsinn? In: Hans-Rudolf Fehlmann, François Ledermann (Hrsg.): Festschrift Alfons Lutz und Jakob Büchi. Zürich 1983 (= Veröffentlichungen der Schweiz. Gesellschaft für Geschichte der Pharmazie. Band 2), S. 151–179.
- Terminologische Probleme mittelalterlicher Pharmakobotanik. In: Berichte der Physikalisch-Medizinischen Gesellschaft zu Würzburg. Neue Folge, Band 88, 1984, S. 97–110.
- Nomina simplicium medicinarum ex synonymariis medii aevi collecta (= Studies in ancient medicine. Band 6). Brill, Leiden 1993, ISBN 90 04096728.
- Was sind potenzierte Heilmittel? Zum Verständnis der homöopathischen und anthroposophischen Medizin. Verl. Freies Geistesleben, Stuttgart 1993, ISBN 3-7725-1223-2.